# Torre Martini
La Torre Martini és la torre més alta de la ciutat de Groningen, amb una alçada de 96,8 metres. Forma part de l'església de Sant Martí. Els stadjers (ciutadans de Groningen) li van donar el sobrenom d'Olle Grieze, que vol dir 'Antiga Grisa' en groninguès. Des de 1798 és propietat del municipi de Groningen.
La Torre Martini té un campanar amb dotze campanes, el més gros dels Països Baixos després del de la Catedral d'Utrecht. El carilló va ser fos els anys 1662 i 1663 per Pieter i François Hemony.